# 14622 Arcadiopoveda
14622 Arcadiopoveda è un asteroide della fascia principale. Scoperto nel 1998, presenta un'orbita caratterizzata da un semiasse maggiore pari a 3,1699039 UA e da un'eccentricità di 0,1555165, inclinata di 27,27112° rispetto all'eclittica.